# 1. HKL 2002./03.
Prva hrvatska košarkaška liga za sezonu 2002./03. (A-1 liga ožijsko 2002./03.) je bila najviši razred hrvatskih košarkaških natjecanja u toj sezoni.

## Sudionici
Sudionici u završnoj Ligi za prvaka su bili zagrebački klubovi "Cibona VIP", "Zagreb", "Hiron" i "Hermes Analitica", zadarski "Zadar", splitski "Split" s imenom "Croatia osiguranja", brođanski "Svjetlost Brod" i "Istra" iz Pule. U Ligi za ostanak je drugi dio sezone igralo šest klubova: zagrebački "Zrinjevac" i "Dubrava", riječko "Triglav Osiguranje", karlovački "Šanac" te "Sunce Šibenka" i "Osijek".  

## Natjecateljski sustav

### Ligaški dio

#### A-1 liga Ožujsko
| poz. | klub                          | ut. | pb | pz. | koševi    | KR   | bod | 2. dio sezone   |
| ---- | ----------------------------- | --- | -- | --- | --------- | ---- | --- | --------------- |
| 1.   | Istra Pula                    | 18  | 15 | 3   | 1465:1334 | 131  | 33  | Liga za prvaka  |
| 2.   | Hiron Botinec Zagreb          | 18  | 13 | 5   | 1611:1399 | 208  | 31  | Liga za prvaka  |
| 3.   | Hermes Analitica Zagreb       | 18  | 12 | 6   | 1535:1452 | 83   | 30  | Liga za prvaka  |
| 4.   | Svjetlost Brod Slavonski Brod | 18  | 10 | 8   | 1504:1452 | 49   | 28  | Liga za prvaka  |
| 5.   | Triglav Osiguranje Rijeka     | 18  | 10 | 8   | 1561:1484 | 83   | 28  | Liga za ostanak |
| 6.   | Dubrava Zagreb                | 18  | 10 | 8   | 1406:1397 | 10   | 28  | Liga za ostanak |
| 7.   | Zrinjevac Zagreb              | 18  | 7  | 11  | 1559:1597 | -38  | 25  | Liga za ostanak |
| 8.   | Sunce Šibenik                 | 18  | 7  | 11  | 1501:1558 | -57  | 25  | Liga za ostanak |
| 9.   | Osijek                        | 18  | 3  | 15  | 1406:1620 | -214 | 21  | Liga za ostanak |
| 10.  | Šanac Karlovac                | 18  | 3  | 15  | 1431:1686 | -255 | 21  | Liga za ostanak |

#### Liga za prvaka
| Mj. | Klub                          | Ut | Pb | Pz | Koševi    | KR   | Bod |             |
| --- | ----------------------------- | -- | -- | -- | --------- | ---- | --- | ----------- |
| 1.  | Split Croatia Osiguranje      | 14 | 12 | 2  | 1301:1014 | 287  | 26  | doigravanje |
| 2.  | Cibona VIP Zagreb             | 14 | 11 | 3  | 1265:1150 | 115  | 25  | doigravanje |
| 3.  | Zadar                         | 14 | 11 | 3  | 1257:1051 | 196  | 25  | doigravanje |
| 4.  | Zagreb                        | 14 | 9  | 5  | 1174:1058 | 116  | 23  | doigravanje |
| 5.  | Hiron Botinec Zagreb          | 14 | 4  | 10 | 1132:1217 | -75  | 18  |             |
| 6.  | Hermes Analitica Zagreb       | 14 | 4  | 10 | 1115:1290 | -133 | 18  |             |
| 7.  | Svjetlost Brod Slavonski Brod | 14 | 3  | 11 | 1106:1370 | -264 | 17  |             |
| 8.  | Istra Pula                    | 14 | 2  | 12 | 982:1182  | -200 | 16  |             |

#### Liga za ostanak
| poz      | klub                      | ukupno s prenesenim rezultatuma iz "A-1 lige" | ukupno s prenesenim rezultatuma iz "A-1 lige" | ukupno s prenesenim rezultatuma iz "A-1 lige" | ukupno s prenesenim rezultatuma iz "A-1 lige" | ukupno s prenesenim rezultatuma iz "A-1 lige" | ukupno s prenesenim rezultatuma iz "A-1 lige" |    | samo rezultati u "Ligi za ostanak" | samo rezultati u "Ligi za ostanak" | samo rezultati u "Ligi za ostanak" | samo rezultati u "Ligi za ostanak" | samo rezultati u "Ligi za ostanak" |
| poz      | klub                      | ut                                            | pob                                           | por                                           | koševi                                        | KR                                            | bod                                           | ut | pob                                | por                                | koševi                             | KR                                 |                                    |
| -------- | ------------------------- | --------------------------------------------- | --------------------------------------------- | --------------------------------------------- | --------------------------------------------- | --------------------------------------------- | --------------------------------------------- | -- | ---------------------------------- | ---------------------------------- | ---------------------------------- | ---------------------------------- | ---------------------------------- |
| 1. (9.)  | Triglav Osiguranje Rijeka | 20                                            | 17                                            | 3                                             |                                               | 224                                           | 37                                            | 10 | 8                                  | 2                                  | 943:829                            | 114                                |                                    |
| 2. (10.) | Zrinjevac Zagreb          | 20                                            | 13                                            | 7                                             |                                               | 99                                            | 33                                            | 10 | 6                                  | 4                                  | 937:905                            | 32                                 |                                    |
| 3. (11.) | Dubrava Zagreb            | 20                                            | 10                                            | 10                                            |                                               | -21                                           | 30                                            | 10 | 4                                  | 6                                  | 859:914                            | -55                                |                                    |
| 4. (12.) | Sunce Šibenka             | 20                                            | 8                                             | 12                                            |                                               | -80                                           | 28                                            | 10 | 4                                  | 6                                  | 837:883                            | -46                                |                                    |
| 5. (13.) | Šanac Karlovac            | 20                                            | 7                                             | 13                                            |                                               | -113                                          | 27                                            | 10 | 5                                  | 5                                  | 817:810                            | 7                                  |                                    |
| 6. (14.) | Osijek                    | 20                                            | 6                                             | 14                                            |                                               | -110                                          | 26                                            | 10 | 3                                  | 7                                  | 821:863                            | -42                                |                                    |

### Doigravanje
| | 1.klub                   | 2.klub            | omjer | 1. ut | 2. ut  |
| --- | ------------------------ | ----------------- | ----- | ----- | ------ |
| poluzavršnica                                                                                            | Zadar                    | Cibona VIP Zagreb | 0-2   | 76:81 | 76:102 |
| poluzavršnica                                                                                            | Split Croatia Osiguranje | Zagreb            | 2-0   | 98:71 | 86:68  |
| |                          |                   |       |       |        |
| završnica                                                                                                | Split Croatia Osiguranje | Cibona VIP Zagreb | 2-0   | 76:66 | 71:62  |
| |                          |                   |       |       |        |
| podebljan rezultat - domaća utakmica za 1.klub rezultat normalne debljine - gostujuća utakmica za 1.klub |                          |                   |       |       |        |

Prvak je "Split".

## Klubovi u međunarodnim natjecanjima
- Euroliga
  - Cibona VIP, Zagreb
- ULEB Cup
  - Zadar, Zadar
- FIBA Champions Cup
  - Split Croatia osiguranje, Split
  - Zagreb, Zagreb
- FIBA Regional Challenge - Konferencija Jug
  - Zrinjevac, Zagreb
- Goodyear liga
  - Split Croatia osiguranje, Split
  - Zadar, Zadar
  - Cibona VIP, Zagreb
  - Zagreb, Zagreb

## Poveznice
- A-2 liga 2002./03.
- Kup Krešimira Ćosića 2002./03.
- Goodyear liga 2002./03.